# Маклауд, Кэтлин
Кэтлин Маклауд (англ. Kathleen MacLeod; родилась 23 октября 1986 года, Мельбурн, штат Виктория, Австралия) — австралийская профессиональная баскетболистка, которая выступала в женской национальной баскетбольной лиге. На драфте ВНБА 2008 года не была выбрана ни одной из команд, после чего уехала в Европу, заключив соглашение с венгерским клубом «Уника Шопрон». Играла в амплуа разыгрывающего защитника. Чемпионка женской НБЛ (2012). В составе национальной сборной Австралии выиграла бронзовые медали Олимпийских игр 2012 года в Лондоне.

## Ранние годы
Кэтлин Маклауд родилась 23 октября 1986 года в городе Мельбурн (штат Виктория), у неё есть два брата и две сестры.